# Tiny Furniture
Tiny Furniture è un film del 2010 scritto e diretto da Lena Dunham.
Il film è stato presentato in anteprima al South by Southwest 2010, dove ha vinto il premio per il miglior lungometraggio narrativo. Il film è una produzione indipendente incentrata su una storia semi-autobiografica, in cui la Dunham ha coinvolto la madre e la sorella minore.

## Trama
Dopo aver frequentato il college nel Midwest ed aver ottenuto una laurea in teoria del cinema, la ventiduenne Aura torna a vivere con la famiglia nel quartiere di TriBeCa a New York. In cerca di se stessa e del proprio futuro, Aura dovrà mettere da parte le sue aspirazioni artistiche e confrontarsi con la dura realtà, tra un lavoro in ristorante e una serie di relazioni fallite, la ragazza è alla perenne ricerca del suo posto nel mondo.

## Riconoscimenti
- 2010 - South by Southwest
  - Miglior lungometraggio narrativo
  - Chicken & Egg Emergent Narrative Woman Director Award
- 2011 - Independent Spirit Awards
  - Miglior sceneggiatura d'esordio
  - Candidatura per la miglior fotografia
  - Candidatura per il miglior film d'esordio